# Ancienne mairie de Tammisaari
La mairie de Tammisaari (finnois : Tammisaaren raatihuone) est un bâtiment construit sur la place de l'hôtel de ville à Raseborg en Finlande .

## Présentation
L'hôtel de ville était l'un des bâtiments les plus importants de la ville et était donc placé dans un emplacement central.
Pendant longtemps, les hôtels de ville d'Ekenäs ont été de modestes bâtiments en rondins construits au bord de la place du marché. 
L'hôtel de ville, conçu par l'architecte Sebastian Gripenberg et construit dans les années 1880, est situé le long de la place de la mairie et a été construit à l'origine en tant que maison privée. 
Il a été modifié dans son aspect actuel par l'architecte Theodor Höijer en 1898

## Galerie

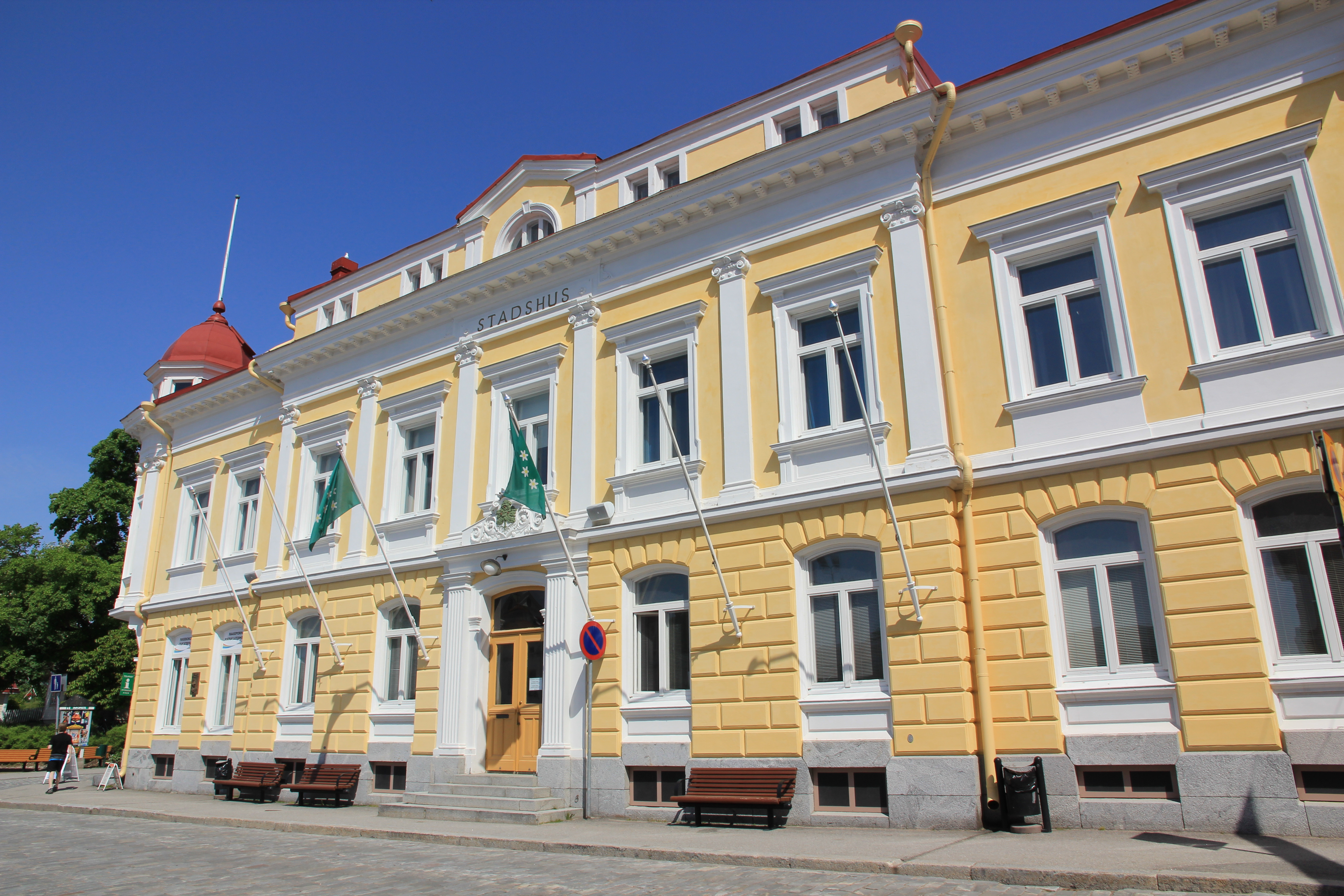
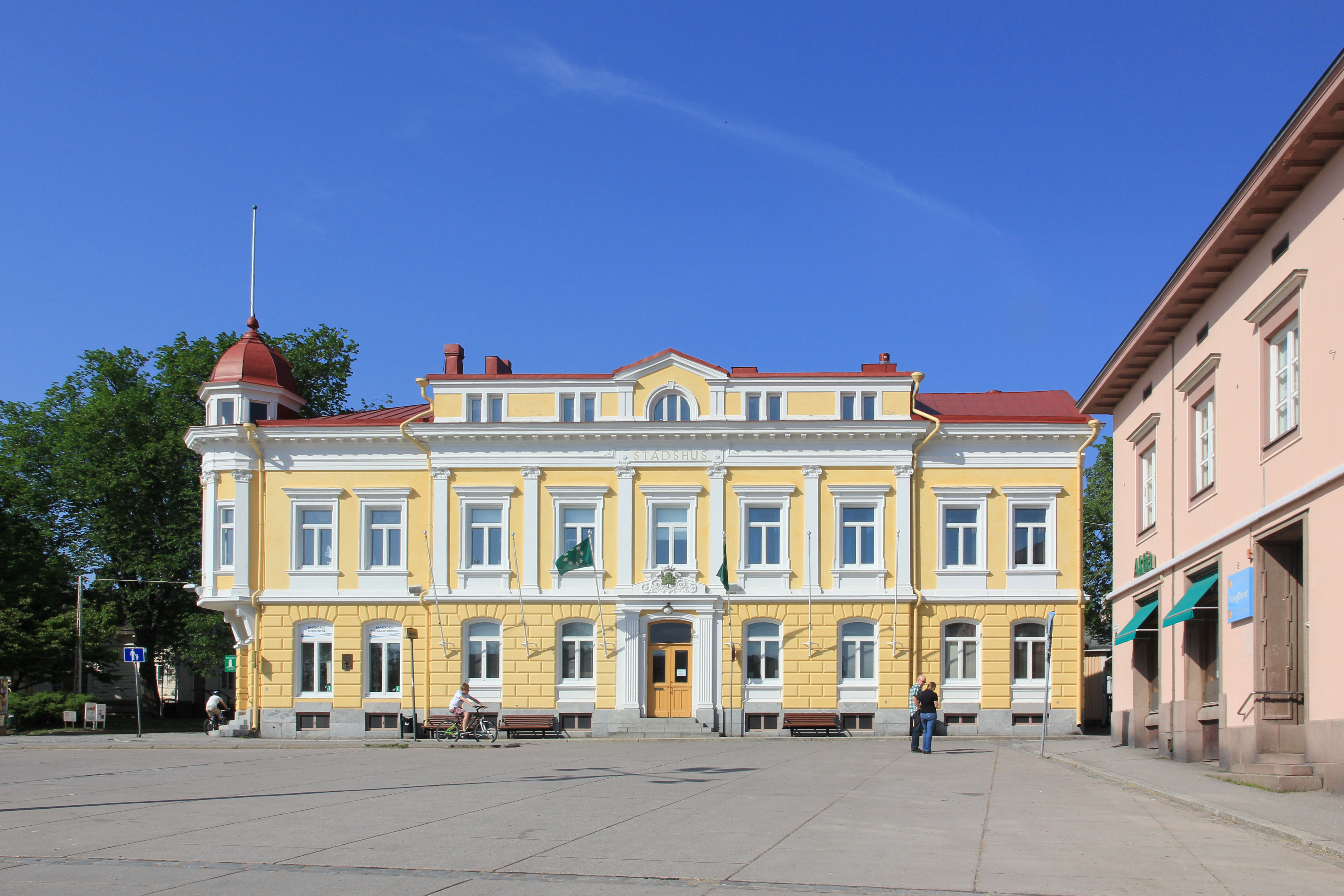
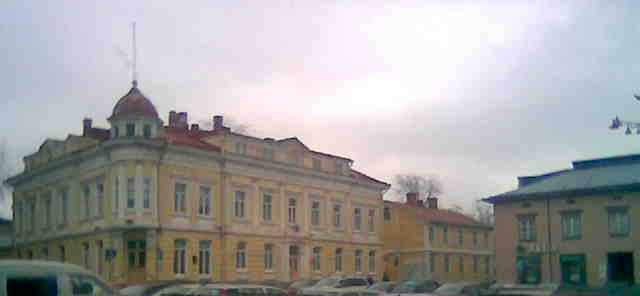